# 愛、ときどき嘘
『愛、ときどき嘘』（あいときどきうそ）は、1998年4月8日から6月24日まで日本テレビ系の「水曜ドラマ」枠で、毎週水曜日 22:00 - 22:54に放送された日本のテレビドラマ。主演は松雪泰子。

## キャスト
- 白石鮎子 - 松雪泰子

慶北大学で外科医師をしている。
- 川野亮介 - 萩原聖人

鮎子の夫で、小児科医師。
- 鈴江都子 - 西田ひかる
- 照井治 - 阿部寛

鮎子の元彼で、先輩外科医師。
3年間のドイツ留学から帰国し、鮎子と再び職場を共にすることになる。
- 園田郁美 - 井上晴美
- 中島千里 - 伊藤英明

亮介の弟。
拡張型心筋症を患っており、余命わずかと宣告される。
- 渡辺和彦 - 山田純大
- 戸田万里 - 青山香那
- 高田医師 ‐ 窪園純一
- 丹羽タケオ - 押尾学

千里の友人。
- 中島葉子 - 東ちづる

千里の母親。
- 川野貴子 - 馬渕晴子

亮介の母で、鮎子の姑。内科医師。

## スタッフ
- 脚本 - 龍居由佳里
- 演出 - 吉野洋、五木田亮一、藤本一彦、古賀倫明
- プロデューサー - 梅原幹
- 音楽 - 長谷部徹
- 主題歌 - 松雪泰子「愛の世界」
- 制作：日本テレビ

## 放送日程
| 各話                                                      | 放送日  | サブタイトル                        | 演出       | 視聴率 |
| --------------------------------------------------------- | ------- | ----------------------------------- | ---------- | ------ |
| 第1話                                                     | 4月08日 | ごめん…子供できないの、私のせいなの | 古賀倫明   | 13.3%  |
| 第2話                                                     | 4月15日 | 夫婦の秘密…幸せになれない、きっと…  | 吉野洋     | 9.8%   |
| 第3話                                                     | 4月22日 | ひとりぼっち…哀しいキス、淋しいキス | 古賀倫明   | 9.0%   |
| 第4話                                                     | 4月29日 | 夫のやさしさに嘘でこたえる          | 吉野洋     | 9.2%   |
| 第5話                                                     | 5月06日 | 夫に絶対云ってはいけないこと        | 古賀倫明   | 9.4%   |
| 第6話                                                     | 5月13日 | いいな、あなた子供産めるから        | 藤本一彦   | 7.6%   |
| 第7話                                                     | 5月20日 | 結婚して初めての涙の大ゲンカ        | 古賀倫明   | 8.9%   |
| 第8話                                                     | 5月27日 | 夫婦…勇気を出して最後の告白         | 吉野洋     | 8.4%   |
| 第9話                                                     | 6月03日 | 残された時…あなたに抱かれて眠りたい | 古賀倫明   | 7.6%   |
| 第10話                                                    | 6月10日 | 俺とおふくろをおいて死ぬな!         | 五木田亮一 | 7.4%   |
| 第11話                                                    | 6月17日 | 離婚届…夫を解放してあげる時         | 吉野洋     | 8.6%   |
| 最終話                                                    | 6月24日 | 夫から最高の嘘                      | 吉野洋     | 8.7%   |
| 平均視聴率 9.1%（視聴率は関東地区・ビデオリサーチ社調べ） |         |                                     |            |        |

- 初回は「愛、ときどき嘘・初回限定75分スペシャル」と題し22時 - 23時9分の放送を予定していたが、野球中継に伴い22時30分 - 23時39分の30分繰り下げ放送となった[1]。